# Sint-Joris (Beernem)
Sint-Joris is een dorp in de Belgische provincie West-Vlaanderen en een deelgemeente van Beernem, het was een zelfstandige gemeente tot aan de gemeentelijke herindeling van 1977. Sint-Joris ligt tegen de grens met de provincie Oost-Vlaanderen. Langs het dorp loopt het Kanaal Gent-Brugge.

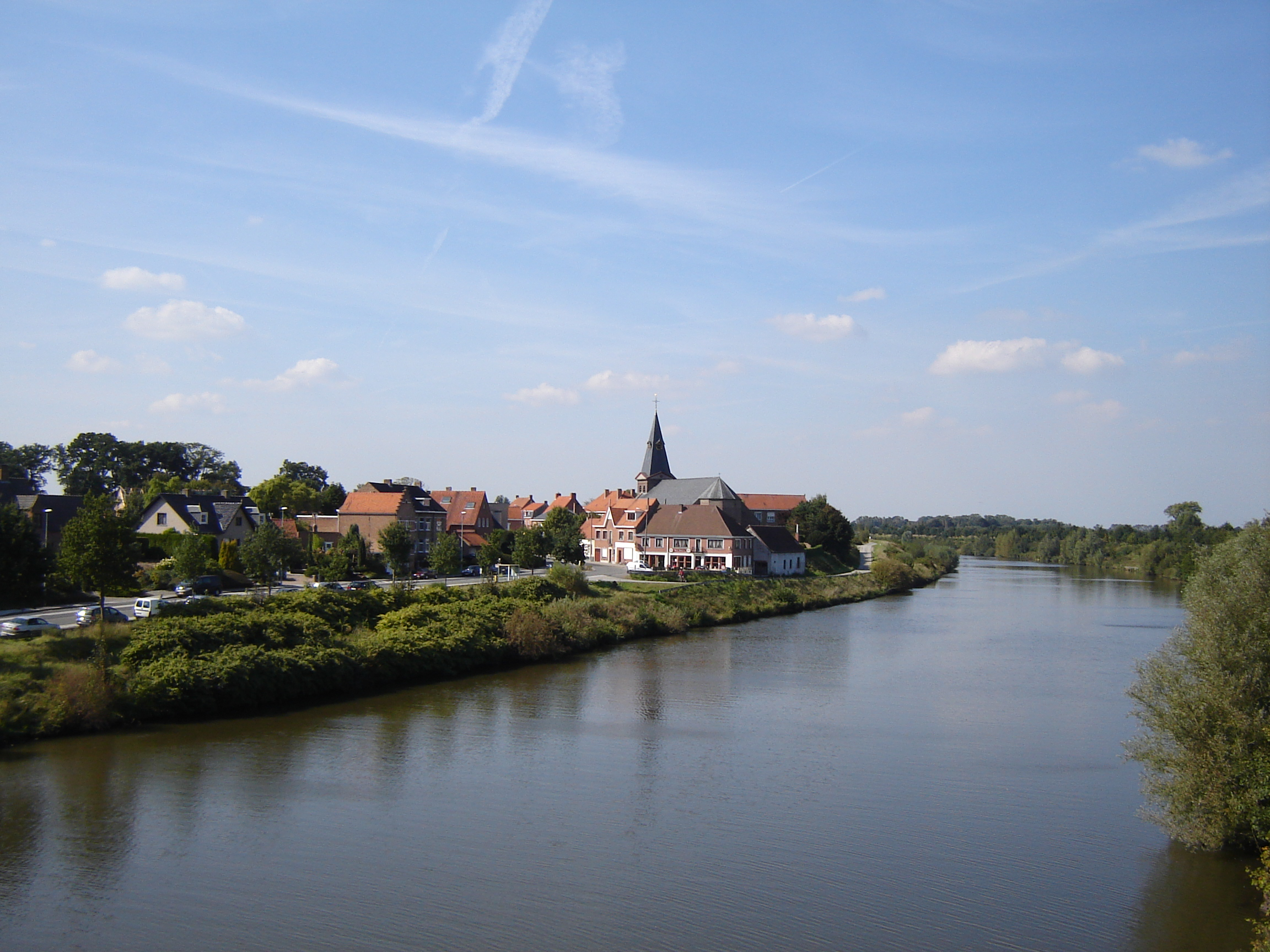
Sint-Joris aan het Kanaal Gent-Brugge

## Geschiedenis
Het betreft een vanouds dunbevolkte streek, het Bulskampveld, waar volgens een legende in de 10e eeuw een kapel zou zijn gebouwd door een edelman, die gered werd uit handen van struikrovers. In 1242 stichtte bisschop Walter van Marvis van Doornik hier een parochie, gewijd aan Sint-Joris, die delen van de parochies van Beernem, Knesselare en Oedelem omvatte. Het dorp werd toen aangeduid als Diesele, wat verwijzen zou naar een onvruchtbaar gebied. Vanaf 1297 is hier de naam van Sint-Joris aan toegevoegd: Sint-Joris-ten-Distel.
Tussen 1270 en 1280 werd de zandrug tussen Beernem en Sint-Joris doorgegraven, waarmee de beddingen van de Zuidleie (richting Brugge) en de Hoge Kale, die de bovenloop van de Durme vormde. Zo werd een begin gemaakt met het Kanaal Gent-Brugge.

## Demografische ontwikkeling
- Bronnen:NIS, Opm:1831 tot en met 1970=volkstellingen; 1976 = inwoneraantal op 31 december

## Bezienswaardigheden

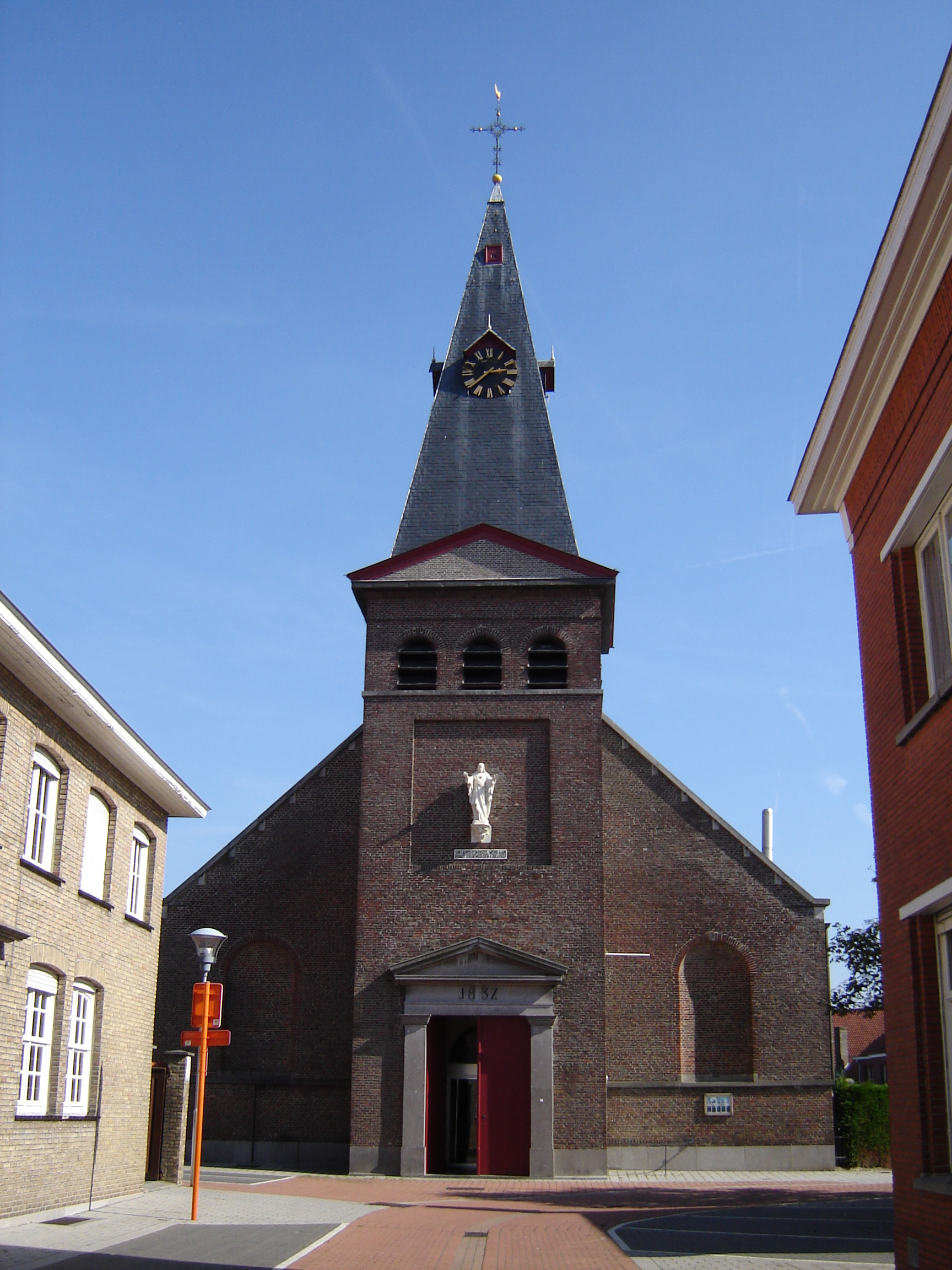
Sint-Joriskerk

- De 19de-eeuwse Sint-Joriskerk, met in de kerk een orgel (1787) van orgelbouwer Lambert-Benoit Van Peteghem. De kerk was vroeger een bedevaartsplaats tegen de distel en het zilt (huidziekten). Tot de kerk behoort ook een beeld van Filips de Goede als Sint-Joris die de draak verslaat, een topstuk (beschermd roerend erfgoed) in Vlaanderen.[1]
- Kasteel de Lanier
- Zeldonkmolen, een molenrestant

## Lattenklievers
In de tweede helft van de negentiende en de eerste helft van de twintigste eeuw was Sint-Joris-ten-Distel het centrum van het ambacht van lattenklieven. Dit ambacht ving aan in 1886, toen de gebroeders Lemahieu een houtzagerij te Beernem oprichtten. In 1888 werd dit bedrijf gesplitst en kwam ook in Sint-Joris een houtzagerij annex lattenklieverij. Het lattenklieven werd meestal verricht door thuiswerkers.
De herinnering hieraan wordt levendig gehouden door de naam van de hoofdstraat: Lattenklieversstraat. Het is na de fusie in 1977 met Beernem dat de vroegere naam Dorpsstaat werd vervangen. Voor het voormalig gemeentehuis staat sinds 1994 het standbeeld ter herinnering aan de lattenkliever.
De bewoners van Sint-Joris-ten-Distel worden aangeduid met de ludieke bijnaam van Lattenklievers.

## Natuur en landschap
Sint-Joris ligt in Zandig Vlaanderen op een hoogte van ongeveer 12 meter. De plaats ligt aan het Kanaal Gent-Brugge. De Miseriebocht is een natuurgebied dat in 1987 is ontstaan nadat een bocht in het kanaal werd rechtgetrokken, en dat ligt tussen de oude loop en de nieuwe loop van het kanaal in.

## Nabijgelegen kernen
Beernem, Hertsberge, Maria-Aalter, Knesselare, Oostveld
Gemeente: Beernem     
Deelgemeenten: Oedelem · Sint-Joris
 Gehucht: Oostveld      Overige kernen: Vliegende Paard

Belgische gemeenten · Arrondissement Brugge · West-Vlaanderen · Vlaanderen